# Laudonovac
Laudonovac (izvirno srbsko Лаудоновац) je naselje v Srbiji, ki upravno spada pod Občino Plandište; slednja pa je del Južnobanatskega upravnega okraja.

## Demografija
V naselju živi 23 polnoletnih prebivalcev, pri čemer je njihova povprečna starost 54,5 let (54,2 pri moških in 54,8 pri ženskah). Naselje ima 11 gospodinjstev, pri čemer je povprečno število članov na gospodinjstvo 2,18.
To naselje je, glede na rezultate popisa iz leta 2002, v glavnem srbsko, a v času zadnjih treh popisov je opazno zmanjšanje števila prebivalcev.
|  |

| Demografija | Demografija     | Demografija     |
| Leto        | Št. prebivalcev | Št. prebivalcev |
| ----------- | --------------- | --------------- |
|             |                 |                 |
|             |                 |                 |
|             |                 |                 |
|             |                 |                 |
| 1948        | 55              |                 |
| 1953        | 56              |                 |
| 1961        | 63              |                 |
| 1971        | 68              |                 |
| 1981        | 78              |                 |
| 1991        | 50              | 50              |
| 2002        | 24              | 24              |
|             |                 |                 |

| Etnična sestava po popisu iz leta 2002 | Etnična sestava po popisu iz leta 2002 | Etnična sestava po popisu iz leta 2002 | Etnična sestava po popisu iz leta 2002 | Etnična sestava po popisu iz leta 2002 |
| -------------------------------------- | -------------------------------------- | -------------------------------------- | -------------------------------------- | -------------------------------------- |
| Srbi                                   | Srbi                                   |                                        | 16                                     | 66,66%                                 |
| Romuni                                 | Romuni                                 |                                        | 4                                      | 16,66%                                 |
| Makedonci                              | Makedonci                              |                                        | 2                                      | 8,33%                                  |
| Neznano                                | Neznano                                |                                        | 0                                      | 0,0%                                   |